# Grabovik (Republika Serbska)
Grabovik (cyr. Грабовик) – wieś w Bośni i Hercegowinie, w Republice Serbskiej, w gminie Rudo. W 2013 roku liczyła 35 mieszkańców.